# 18. tankovski korpus (Sovjetska zveza)
Za druge 18. korpuse glejte 18. korpus.
18. tankovski korpus je bil tankovski korpus v sestavi Rdeče armade med drugo svetovno vojno.

## Zgodovina
Korpus je bil ustanovljen 15. junija 1943 iz treh tankovskih brigad: 110. 180. in 181.
Julija je bil korpus prestavljena na Brjansko fronto, nato pa na Voroneško fronto. Tu je bil korpus močno vpleten v boje z Nemci, ki so napredovali proti Stalingradu; posledično so korpus oktobra istega leta izvzeli iz bojev in ga poslali v Volgaško vojaško okrožje, kjer so korpus prenovili in okrepili.
Decembra istega leta je bil korpus ponovno poslan na fronto, kjer je sodeloval v bitki za Stalingrad, kjer je bil do februarja 1944 skoraj popolnoma uničen; ponovno je bil poslan v zaledje, kjer so ga obnovili.
Potem je bil korpus dodeljen 5. gardni tankovski armadi, v sklopu katere je sodeloval v bitki pri Kursku in za Harkov. Po poletju neprestanega bojevanja je korpus doživel novo nadgradnjo v oborožitvi; zastarele tanke T-70 so zamenjali s T-34, pehotne enote pa so spremenili v brzostrelne enote.
Julija 1945 je bil korpus reorganiziran v 18. tankovsko divizijo.

## Aktivna služba
1. 4. julij 1942 – 1. oktober 1942
2. 28. november 1942 – 24. marec 1943
3. 10. julij 1943 – 9. september 1943
4. 7. oktober 1943 – 9. maj 1945

## Vojna služba
| Datum                             | Armada                       | Fronta                   |
| 1. julij - 1. avgust 1942         | 60. armada                   | Stavka VGK               |
| 1. avgust - 1. november 1942      | 60. armada                   | Voroneška fronta         |
| 1. november - 1. december 1942    | 60. armada                   | Volgaško vojaško okrožje |
| 1. december 1942 - 1. januar 1943 | frontna rezerva              | Jugozahodna fronta       |
| 1. januar - 1. februar 1943       | 1. gardna armada             | Jugozahodna fronta       |
| 1. februar - 1. marec 1943        | Podviževa operativna skupina | Jugozahodna fronta       |
| 1. marec - 1. april 1943          | 1. gardna armada             | Jugozahodna fronta       |
| 1. april - 1. avgust 1943         |                              | Stavka VGK               |
| 1. avgust - 1. september 1943     | 5. gardna tankovska armada   | Voroneška fronta         |
| 1. september - 1. oktober 1943    | 5. gardna tankovska armada   | Stepska fronta           |
| 1. oktober - 1. november 1943     | 5. gardna tankovska armada   | Stavka VGK               |
| 1. november 1943 - 1. junij 1944  | 5. gardna tankovska armada   | 2. ukrajinska fronta     |
| 1. junij - 1. september 1944      | frontna rezerva              | 2. ukrajinska fronta     |
| 1. september - 1. oktober 1944    | 6. tankovska armada          | 2. ukrajinska fronta     |
| 1. oktober - 1. november 1944     | 53. armada                   | 2. ukrajinska fronta     |
| 1. november - 1. december 1944    | frontna rezerva              | 2. ukrajinska fronta     |
| 1. december 1944 - maj 1945       | frontna rezerva              | 3. ukrajinska fronta     |

## Organizacija
Junij 1942
- 110. tankovska brigada
- 180. tankovska brigada
- 181. tankovska brigada
- 18. motorizirana strelska brigada

Avgust 1942
- 110. tankovska brigada
- 180. tankovska brigada
- 181. tankovska brigada
- 18. motorizirana strelska brigada
- 139. poljska tankovsko-popravljalna baza
- 104. poljska vozilno-popravljalna baza
- 2133. vojaškopoštna postaja

September 1942
- 110. tankovska brigada
- 180. tankovska brigada
- 181. tankovska brigada
- 18. motorizirana strelska brigada
- 52. samostojni motociklistični bataljon
- 139. poljska tankovsko-popravljalna baza
- 104. poljska vozilno-popravljalna baza
- 2133. vojaškopoštna postaja

Oktober 1942
- 110. tankovska brigada
- 170. tankovska brigada
- 181. tankovska brigada
- 52. samostojni motociklistični bataljon
- 22. samotojna avtotransportna četa
- 139. poljska tankovsko-popravljalna baza
- 104. poljska vozilno-popravljalna baza
- 2133. vojaškopoštna postaja

December 1942
- 110. tankovska brigada
- 170. tankovska brigada
- 181. tankovska brigada
- 32. motorizirana strelska brigada
- 1. samostojni oklepnoavtomobilski bataljon
- 52. samostojni motociklistični bataljon
- 139. poljska tankovsko-popravljalna baza
- 104. poljska vozilno-popravljalna baza
- 2133. vojaškopoštna postaja

Marec 1943
- 110. tankovska brigada
- 170. tankovska brigada
- 181. tankovska brigada
- 32. motorizirana strelska brigada
- 419. samostojni komunikacijski bataljon
- 115. samostojni saperski bataljon
- 139. poljska tankovsko-popravljalna baza
- 104. poljska vozilno-popravljalna baza
- 2133. vojaškopoštna postaja
- 45. mobilna poljska pekarna

April 1943
- 110. tankovska brigada
- 170. tankovska brigada
- 181. tankovska brigada
- 32. motorizirana strelska brigada
- 1000. protitankovski artilerijski polk
- 292. minometni polk
- 419. samostojni komunikacijski bataljon
- 115. samostojni saperski bataljon
- 139. poljska tankovsko-popravljalna baza
- 104. poljska vozilno-popravljalna baza
- 2133. vojaškopoštna postaja
- 45. mobilna poljska pekarna

Maj 1943
- 110. tankovska brigada
- 170. tankovska brigada
- 181. tankovska brigada
- 32. motorizirana strelska brigada
- 36. gardni tankovski polk
- 1694. protiletalski artilerijski polk
- 419. samostojni komunikacijski bataljon
- 115. samostojni saperski bataljon
- 139. poljska tankovsko-popravljalna baza
- 104. poljska vozilno-popravljalna baza
- 2133. vojaškopoštna postaja
- 45. mobilna poljska pekarna

Julij 1943
- 110. tankovska brigada
- 170. tankovska brigada
- 181. tankovska brigada
- 32. motorizirana strelska brigada
- 1000. protitankovski artilerijski polk
- 292. minometni polk
- 36. gardni tankovski polk
- 1694. protiletalski artilerijski polk
- 419. samostojni komunikacijski bataljon
- 115. samostojni saperski bataljon
- 736. samostojni protitankovski artilerijski bataljon
- 119. samostojna kemičnoobrambna četa
- 139. poljska tankovsko-popravljalna baza
- 104. poljska vozilno-popravljalna baza
- 2133. vojaškopoštna postaja
- 45. mobilna poljska pekarna

Avgust 1943
- 110. tankovska brigada
- 170. tankovska brigada
- 181. tankovska brigada
- 32. motorizirana strelska brigada
- 1000. protitankovski artilerijski polk
- 292. minometni polk
- 36. gardni tankovski polk
- 1694. protiletalski artilerijski polk
- 736. samostojni protitankovski artilerijski bataljon
- 78. samostojni motociklistični bataljon
- 119. samostojna kemičnoobrambna četa
- 139. poljska tankovsko-popravljalna baza
- 104. poljska vozilno-popravljalna baza
- 2133. vojaškopoštna postaja

Oktober 1943
- 110. tankovska brigada
- 170. tankovska brigada
- 181. tankovska brigada
- 32. motorizirana strelska brigada
- 1000. protitankovski artilerijski polk
- 292. minometni polk
- 36. gardni tankovski polk
- 1694. protiletalski artilerijski polk
- 1543. samovozni artilerijski polk
- 736. samostojni protitankovski artilerijski bataljon
- 106. gardni minometni bataljon (raketni)
- 78. samostojni motociklistični bataljon
- 119. samostojna kemičnoobrambna četa
- 139. poljska tankovsko-popravljalna baza
- 104. poljska vozilno-popravljalna baza
- 2133. vojaškopoštna postaja

December 1943
- 110. tankovska brigada
- 170. tankovska brigada
- 181. tankovska brigada
- 32. motorizirana strelska brigada
- 1000. protitankovski artilerijski polk
- 292. minometni polk
- 36. gardni tankovski polk
- 1694. protiletalski artilerijski polk
- 1543. samovozni artilerijski polk
- 1438. samovozni artilerijski polk
- 736. samostojni protitankovski artilerijski bataljon
- 106. gardni minometni bataljon (raketni)
- 78. samostojni motociklistični bataljon
- 119. samostojna kemičnoobrambna četa
- 139. poljska tankovsko-popravljalna baza
- 104. poljska vozilno-popravljalna baza
- 2133. vojaškopoštna postaja

Januar 1944
- 110. tankovska brigada
- 170. tankovska brigada
- 181. tankovska brigada
- 32. motorizirana strelska brigada
- 1000. protitankovski artilerijski polk
- 292. minometni polk
- 36. gardni tankovski polk
- 1694. protiletalski artilerijski polk
- 1543. težki samovozni artilerijski polk
- 1438. samovozni artilerijski polk
- 736. samostojni protitankovski artilerijski bataljon
- 106. gardni minometni bataljon (raketni)
- 78. samostojni motociklistični bataljon
- 119. samostojna kemičnoobrambna četa
- 139. poljska tankovsko-popravljalna baza
- 104. poljska vozilno-popravljalna baza
- 2133. vojaškopoštna postaja

Marec 1944
- 110. tankovska brigada
- 170. tankovska brigada
- 181. tankovska brigada
- 32. motorizirana strelska brigada
- 1000. protitankovski artilerijski polk
- 292. minometni polk
- 36. gardni tankovski polk
- 1694. protiletalski artilerijski polk
- 1438. samovozni artilerijski polk
- 736. samostojni protitankovski artilerijski bataljon
- 106. gardni minometni bataljon (raketni)
- 78. samostojni motociklistični bataljon
- 119. samostojna kemičnoobrambna četa
- 139. poljska tankovsko-popravljalna baza
- 104. poljska vozilno-popravljalna baza
- 2133. vojaškopoštna postaja

Avgust 1944
- 110. tankovska brigada
- 170. tankovska brigada
- 181. tankovska brigada
- 32. motorizirana strelska brigada
- 1000. protitankovski artilerijski polk
- 292. minometni polk
- 36. gardni tankovski polk
- 1694. protiletalski artilerijski polk
- 1438. samovozni artilerijski polk
- 363. gardni težki samovozni artilerijski polk
- 736. samostojni protitankovski artilerijski bataljon
- 106. gardni minometni bataljon (raketni)
- 78. samostojni motociklistični bataljon
- 119. samostojna kemičnoobrambna četa
- 139. poljska tankovsko-popravljalna baza
- 104. poljska vozilno-popravljalna baza
- 2133. vojaškopoštna postaja

September 1944
- 110. tankovska brigada
- 170. tankovska brigada
- 181. tankovska brigada
- 32. motorizirana strelska brigada
- 1000. protitankovski artilerijski polk
- 292. minometni polk
- 36. gardni tankovski polk
- 1694. protiletalski artilerijski polk
- 1438. samovozni artilerijski polk
- 363. gardni težki samovozni artilerijski polk
- 452. lahki artilerijski polk
- 736. samostojni protitankovski artilerijski bataljon
- 106. gardni minometni bataljon (raketni)
- 78. samostojni motociklistični bataljon
- 119. samostojna kemičnoobrambna četa
- 139. poljska tankovsko-popravljalna baza
- 104. poljska vozilno-popravljalna baza
- 2133. vojaškopoštna postaja

November 1944
- 110. tankovska brigada
- 170. tankovska brigada
- 181. tankovska brigada
- 32. motorizirana strelska brigada
- 1000. protitankovski artilerijski polk
- 292. minometni polk
- 36. gardni tankovski polk
- 1694. protiletalski artilerijski polk
- 1438. samovozni artilerijski polk
- 363. gardni težki samovozni artilerijski polk
- 452. protitankovski artilerijski polk
- 736. samostojni protitankovski artilerijski bataljon
- 106. gardni minometni bataljon (raketni)
- 78. samostojni motociklistični bataljon
- 119. samostojna kemičnoobrambna četa
- 139. poljska tankovsko-popravljalna baza
- 104. poljska vozilno-popravljalna baza
- 2133. vojaškopoštna postaja

## Moštvo, oprema in oborožitev
Junij 1942
- 8.794 vojakov
- 30 tankov KV-1
- 66 tankov T-34
- 60 tankov T-60
- 8 BM-8-36
- 9 minometov 5cm
- 12 protiletalskih topov 3,7 cm
- 16 topov 7,62 cm
- 69 minometov 8,2 cm
- 276 mitraljezov
- 2 avtomobila
- 10 oklepnih avtomobilov BA-10
- 609 tovornjakov

Oktober 1942
- 8.869 vojakov
- 10 tankov KV-1
- 84 tankov T-34
- 62 tankov T-60
- 8 BM-8-36
- 9 minometov 5cm
- 12 protiletalskih topov 3,7 cm
- 16 topov 7,62 cm
- 69 minometov 8,2 cm
- 276 mitraljezov
- 3 avtomobili
- 10 oklepnih avtomobilov BA-10
- 680 tovornjakov

Julij 1943
- 12.328 vojakov
- 21 tankov KV-1
- 129 tankov T-34
- 60 tankov T-70
- 8 BM-8-36
- 18 minometov 5cm
- 36 minometov 12cm
- 36 protiletalskih topov 3,7 cm
- 36 topov 7,62 cm
- 63 minometov 8,2 cm
- 258 mitraljezov
- 2 avtomobila
- 32 oklepnih avtomobilov BA-10
- 715 tovornjakov

1944
- 10.775 vojakov
- 270 tankov T-34
- 20 tankovskih lovcev ISU-152
- 8 BM-8-36
- 36 minometov 12cm
- 36 protiletalskih topov 3,7 cm
- 36 5,7 cm ZIS-2s
- 18 minometov 8,2 cm
- 48 mitraljezov
- 2 avtomobila
- 32 oklepnih avtomobilov BA-10
- 800 tovornjakov

## Poveljstvo
Poveljnik
- generalmajor Ivan Danilovič Černjakovski (15. junij - 25. julij 1942)
- generalmajor tankovskih enot Ivan Petrovič Korčagin (26. julij - 10. september 1942)
- polkovnik Boris Sergejevič Baharev (11. september 1942 - 25. julij 1943)
- polkovnik Aleksander Vasiljevič Jegorov[2] (26. julij - 10. september 1943)
- generalmajor Kuzjma Grigorjevič Trufanov (11. september - 16. oktober 1943)
- polkovnik Aleksander Nikolajevič Firsovič (17. oktober - 23. december 1943)
- generalmajor tankovskih enot Vasilij Judovič Polozkov (24. december 1943 - 28. avgust 1944)
- polkovnik Ivan Mihajlovič Kolesnikov (29. avgust - 23. september 1944)
- generalmajor tankovskih enot Peter Dmitrijevič Govorunenko[3] (24. september 1944 - 9. maj 1945)

Načelnik štaba
- polkovnik Boris Romanovič Jermenejev (7. julij 1942 - 20. september 1942)
- polkovnik Ivan Vasiljevič Gučenko (20. september 1942 - februar 1943)
- polkovnik Ivan Mihajlovič Kolesnikov (februar - maj 1943)
- polkovnik Konstantin Konstantinovič Borobjev (maj - 10. september 1943)
- podpolkovnik Vladimir Ivanovič Smirnov (10. september - 24. december 1943)
- polkovnik Fedor Mihajlovič Belozerov (24. december 1943 - 9. maj 1945)